# Llano Grande Ahuatepec
Llano Grande Ahuatepec är en ort i Mexiko.   Den ligger i kommunen Cañada Morelos och delstaten Puebla, i den sydöstra delen av landet, 200 km öster om huvudstaden Mexico City. Llano Grande Ahuatepec ligger 2 532 meter över havet och antalet invånare är 377.
Terrängen runt Llano Grande Ahuatepec är varierad. Runt Llano Grande Ahuatepec är det ganska tätbefolkat, med 96 invånare per kvadratkilometer. Närmaste större samhälle är Ciudad Mendoza, 18,5 km öster om Llano Grande Ahuatepec. Omgivningarna runt Llano Grande Ahuatepec är en mosaik av jordbruksmark och naturlig växtlighet.